# 28832 Akana
28832 Akana è un asteroide della fascia principale. Scoperto nel 2000, presenta un'orbita caratterizzata da un semiasse maggiore pari a 2,9560233 UA e da un'eccentricità di 0,0623004, inclinata di 3,51966° rispetto all'eclittica.